# Allerheiligenkirche (Allersberg)

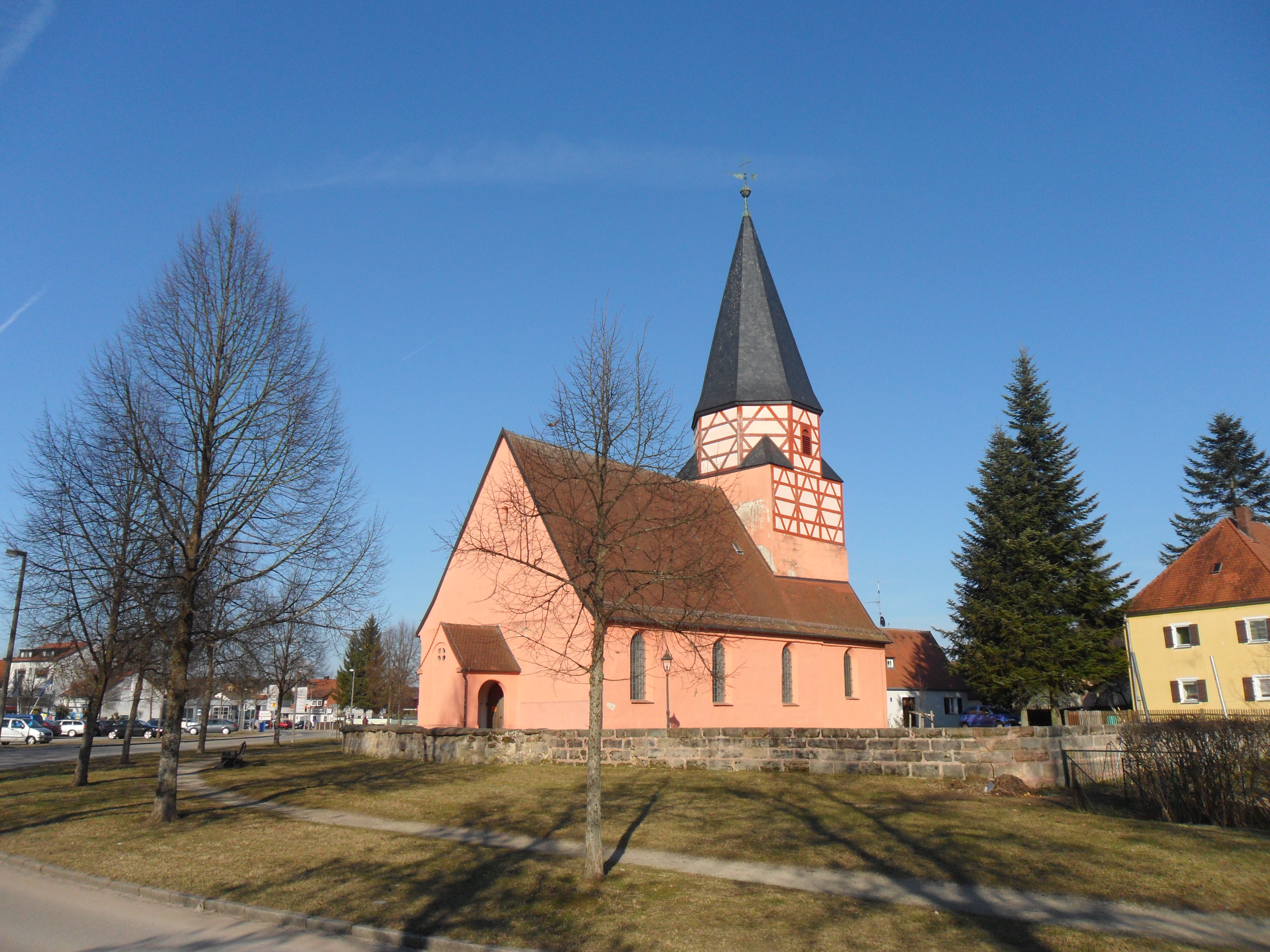
Allerheiligenkirche (Allersberg)

Die römisch-katholische, denkmalgeschützte Allerheiligenkirche steht in Allersberg, ein Markt im Landkreis Roth (Mittelfranken, Bayern). Das Bauwerk ist unter der Denkmalnummer D-5-76-113-9 als Baudenkmal in die Bayerische Denkmalliste eingetragen. Die Kirche gehört zur Pfarrei Maria Himmelfahrt Allersberg im Dekanat Roth-Schwabach des Bistums Eichstätt. Benannt ist die Kirche nach dem Hochfest Allerheiligen.

## Beschreibung
Der untere Teil des Chorturms ist aus dem 12. Jahrhundert, das Langhaus und die Sakristei wurden 1448 an ihn angefügt. Im 18. Jahrhundert wurden die Fenster verändert und der Chorturm erhielt ein Obergeschoss aus Holzfachwerk, das mit einem schiefergedeckten hohen Zeltdach bedeckt wurde. Der Chor, d. h. das Erdgeschoss des Chorturms, ist mit einem barocken Kreuzgratgewölbe überspannt, das Langhaus mit einem um 1866 gebauten hölzernen Tonnengewölbe. Auf dem linken Seitenaltar steht eine um 1460 gestaltete Statuette der Maria, auf dem rechten Seitenaltar befindet sich eine Pietà, die vormals auf dem Friedhof stand.